# Jesse Johnson
Jesse Woods Johnson, né le 1er juin 1960, est un musicien funk américain, guitariste du groupe The Time, longtemps associé à Prince (devenu en 2011 Original 7ven).

## Biographie
Jesse Johnson est né à Rock Island, dans l'Illinois. Il déménage à East St. Louis, dans l'Illinois, à l'âge de neuf ans. Il est élevé par une famille d'accueil après la séparation de ses parents. À l'âge de 16 ans, il retourne à Rock Island pour vivre avec son père, Jackwood Johnson. Jesse Johnson commence à jouer de la guitare à l'âge de 15 ans, perfectionnant ses talents dans des groupes de rock locaux tels que Treacherous Funk, Pilot et Dealer, de l'adolescence au début de la vingtaine. Sur les conseils avisés de son collègue musicien Robbie Muskeyvalley (du groupe « Midnight Express »), il s'installe à Minneapolis, Minnesota en 1981, où il rencontre Morris Day et joue brièvement dans le groupe de Morris Day, qui s'appelle Enterprise. Il devient ensuite le guitariste principal de The Time, un groupe de funk rock formé par Prince,.

## Les années Prince
Bien que Prince ait essentiellement écrit et enregistré les deux premiers albums de Time seul avec la contribution de Morris Day, Jesse Johnson a contribué à un autre projet de Prince, Vanity 6, avec une chanson intitulée Bite the Beat, co-écrite avec Prince. Sur le troisième album de The Time, Ice Cream Castle, Jesse Johnson contribue aux singles à succès The Bird et Jungle Love, stimulés par la popularité du film Purple Rain.
Cependant, au plus fort de la popularité de The Time après Purple Rain, à la suite du départ de Morris Day, Johnson quitte le groupe. Avec l'aide du manager Owen Husney, il signe un contrat solo avec A&M Records en 1984 et sort Jesse Johnson's Revue l'année suivante. Cet album incluait deux autres anciens membres de The Time dans le groupe de Johnson : le claviériste Mark Cardenas et le bassiste Jerry Hubbard. Trois singles sont extraits de l'album : Be Your Man, Can You Help Me et I Want My Girl, une chanson lente sur une relation fatidique. Puis est venu le non-album funk Free World. Son deuxième album Shockadelica est sorti en 1986 contenant le single à succès Crazay, un duo avec Sly Stone, et son troisième album Every Shade of Love a suivi en 1988. À la fin des années 1980 et au début des années 1990, Johnson participe aux bandes originales de Breakfast Club (contribuant à Heart Too Hot to Hold, un duo avec Stephanie Spruill), Rose bonbon, 48 Heures de plus et Les Blancs ne savent pas sauter.
Jesse Johnson a produit une grande variété d'artistes, notamment Janet Jackson, Paula Abdul, TaMara and the Seen, After 7, Da Krash, Kool Skool, Debbie Allen, Cheryl Lynn et Les Rita Mitsouko.
En 1990, The Time se reforme et sort Pandemonium, qui est davantage un effort de groupe que leurs anciens albums. L'album a permis à Jesse Johnson d'apporter son son de guitare hard rock à plusieurs morceaux.

## Années 1990
Après la dissolution du groupe, Jesse Johnson est resté en retrait pendant plusieurs années, contribuant discrètement à des bandes sonores et s'associant à d'autres artistes. Les morceaux enregistrés pour le film A Time to Kill n'ont pas été publiées dans la bande originale mais peuvent être entendus dans le film. En 1996, Johnson sort finalement un autre album, Bare My Naked Soul sur le label Dinosaur Entertainment. L'album s'éloigne de ses albums funk des années 1980 et emprunte plus volontiers au blues et au hard rock.
Quatre ans plus tard, les moments forts des albums solo de Jesse Johnson sont rassemblés dans son Ultimate Collection : l'album comprend des faces B, des versions 12", des morceaux d'album et une chanson inédite intitulée Vibe.

## Années 2000
Après une absence de près de 14 ans de la scène musicale, Jesse Johnson sort un nouveau double album Verbal Penetration en 2009,.
En février 2012, Jesse Johnson est guitariste maison d'une foule de musiciens de blues vedettes de l'émission spéciale de PBS « In Performance at the White House: Red, White and Blues ». Les autres membres du groupe maison comprennent Booker T. Jones, Bobby Ross Avila, Narada Michael Walden, Ernie Fields, Jr., Freddie Hendrix et Fred Wesley. Parmi les artistes figuraient BB King, Buddy Guy, Mick Jagger, Jeff Beck, Warren Haynes, Derek Trucks, Susan Tedeschi, Keb Mo, Trombone Shorty et Gary Clark, Jr.
Dès 2013, il rejoint le groupe qui accompagne le musicien et chanteur D'Angelo, qui fait son grand retour sur scène. Il enregistre avec D'Angelo l'album studio Black Messiah, qui sort en 2014.
D'Angelo a régulièrement témoigné son admiration pour Jesse Johnson, qu'il érige en mentor. Jesse Johnson lui a d'ailleurs offert sa guitare rose G&L emblématique qui figure sur la pochette de Schockadelica.
En 2024, le label Robinsongs réédite les trois premiers albums solos de Jesse Johnson : Jesse Johnson Revue (1985), Shockaledica (1986), Every Shade Of Love (1988).

## Discographie solo

### Albums studio
| Année                                                 | Détails de l'album                                              | Positions dans les charts | Positions dans les charts | Certifications (seuils de ventes) |
| Année                                                 | Détails de l'album                                              | US                        | R&B américain             | Certifications (seuils de ventes) |
| ----------------------------------------------------- | --------------------------------------------------------------- | ------------------------- | ------------------------- | --------------------------------- |
| 1985                                                  | Jesse Johnson's Revue - Label : A&M Records                     | 43                        | 8                         | 700 000 (ventes mondiales)        |
| 1986                                                  | Shockadelica - Label : A&M Records                              | 70                        | 15                        | 1 000 000 (ventes mondiales)      |
| 1988                                                  | Every Shade of Love - Label : A&M Records                       | 79                        | 26                        | 500 000 (ventes mondiales)        |
| 1996                                                  | Bare My Naked Soul - Label : Dinosaur Entertainment Corporation | —                         | —                         |                                   |
| 2009                                                  | Verbal Penetration - Label : Bellavenix Music                   | —                         | —                         |                                   |
| « — » désigne les sorties qui n'ont pas été classées. |                                                                 |                           |                           |                                   |

### Singles
| Année                                                 | Titre                               | Classements | Classements | Classements  | Classements | Classements |
| Année                                                 | Titre                               | US Hot 100  | US R&B      | US Club Play | NZ          | UK          |
| ----------------------------------------------------- | ----------------------------------- | ----------- | ----------- | ------------ | ----------- | ----------- |
| 1985                                                  | Be Your Man                         | 61          | 4           | 20           | —           | —           |
| 1985                                                  | Can You Help Me                     | —           | 3           | 12           | —           | —           |
| 1985                                                  | I Want My Girl                      | 76          | 7           | —            | —           | —           |
| 1985                                                  | Let's Have Some Fun                 | —           | 87          | —            | —           | —           |
| 1986                                                  | Crazay (featuring Sly Stone)        | 53          | 2           | 12           | 22          | —           |
| 1986                                                  | She (I Can't Resist)                | —           | 28          | 18           | —           | 95          |
| 1987                                                  | Baby Let's Kiss                     | —           | 23          | —            | —           | —           |
| 1987                                                  | Black in America                    | —           | —           | —            | —           | —           |
| 1987                                                  | Free World                          | —           | —           | —            | —           | —           |
| 1988                                                  | Love Struck                         | 78          | 4           | 13           | 25          | 76          |
| 1988                                                  | Every Shade of Love                 | —           | 19          | —            | —           | 98          |
| 1988                                                  | I'm Just Wanting You (promo single) | —           | —           | —            | —           | —           |
| 1996                                                  | My Life                             | —           | —           | —            | —           | —           |
| « — » désigne les sorties qui n'ont pas été classées. |                                     |             |             |              |             |             |

### Albums compilations
- Collection ultime (2000, Hip-O Records )